# Lance J. Dixon
Lance Jenkins Dixon (* 22. Juni 1961 in Pasadena) ist ein US-amerikanischer theoretischer Teilchenphysiker. Er ist Professor am SLAC.
Dixon studierte Physik und Mathematik am Caltech (Bachelor-Abschluss 1982) und wurde 1986 an der Princeton University promoviert. Als Post-Doktorand war er am SLAC. Ab 1987 war er Assistant Professor an der Princeton University, ab 1989 war er Panofsky Fellow am SLAC und 1992 wurde er Associate Professor und 1998 Professor am SLAC.
Er war unter anderem Gastprofessor an der École normale supérieure und der Universität Cambridge.
Er entwickelte mit Zvi Bern und anderen ab den 1990er Jahren neue Methoden für die Berechnung von Feynman-Diagrammen in der Quantenchromodynamik und anderen Yang-Mills-Theorien (verallgemeinerte Unitariätsmethoden u. a.), die mit den Anforderungen an die Berechnungen durch den Large Hadron Collider in den 2000er Jahren an Aktualität gewannen und auch neue Einsichten über die Divergenzen in den Störungsreihen bei der Supergravitation lieferten.
2014 erhielt er mit Zvi Bern und David Kosower den Sakurai-Preis für wegweisende Untersuchungen über störungstheoretische Berechnung von Streuamplituden, die zu einem tieferen Verständnis der Quantenfeldtheorie und zu mächtigen neuen Werkzeugen zur Berechnung von Prozessen der Quantenchromodynamik führten.
1995 wurde er Fellow der American Physical Society, 2022 Mitglied der National Academy of Sciences und 2025 Mitglied der American Academy of Arts and Sciences.

## Schriften
- Dixon Calculating scattering amplitudes efficiently, TASI Lectures 1996
- Dixon UV Behaviour of N=8 Supergravity, Erice School 2009
- Bern, Dixon, Kosower Quantum Gravity Particles may resemble ordinary particles of force, Scientific American, Mai 2012
- Bern, Dixon, Kosower On shell methods in perturbative QCD, Annals of Physics, 322, 2007, 1587-1634
- Bern, Dixon, Kosower Progress in 1 loop QCD calculations, Annual Review Nuclear Particle Physics, 46, 1996, 109-148